# Брижач
Брижач, турухтан (Philomachus pugnax) — птах ряду сивкоподібних родини баранцевих, дещо менший від голуба, з досить довгими ногами й дзьобом.

## Зовнішній вигляд
Кулик середнього розміру. Маса тіла 80-240  г, довжина тіла 20-32 см, розмах крил 46-58 см. У дорослого самця в шлюбному вбранні характерний «комір» на шиї і два пучки видовжених оздоблювальних пер на голові мають різноманітне забарвлення, від білого до чорного, що зумовлює особистий диморфізм птахів; пера спини видовжені, забарвлені подібно до «коміра»; по центру білого надхвістя проходить поздовжня темна смуга; воло і груди строкаті; черево, спід крил і підхвістя білі; махові і стернові пера зверху темно-бурі; дзьоб жовтогарячий; ноги жовтогарячі, в польоті виступають за хвостом; у позашлюбному вбранні схожий на дорослу самку; «коміра» на шиї і оздоблювальних пер на голові нема. У дорослої самки верх — бурий, з чорними плямами; горло — білувате; низ — білий, зі світло-сірою строкатістю на волі і боках тулуба; дзьоб — темно бурий, іноді жовтуватий. Молодий птах схожий на дорослого у позашлюбному вбранні, але низ тулуба, крім білого черева і підхвістя, рудуватий.
Від побережників відрізняється довшими жовтогарячими ногами, від коловодників — поздовжньою темною смугою на білому надхвісті, відносно коротшим дзьобом і рудим відтінком оперення; дорослий самець у шлюбному оперенні — характерним «коміром» та оздоблювальними перами на голові; молодий птах від жовтоволика — білим надхвістям, по центру якого проходить поздовжня темна смуга.

## Поширення та біологія

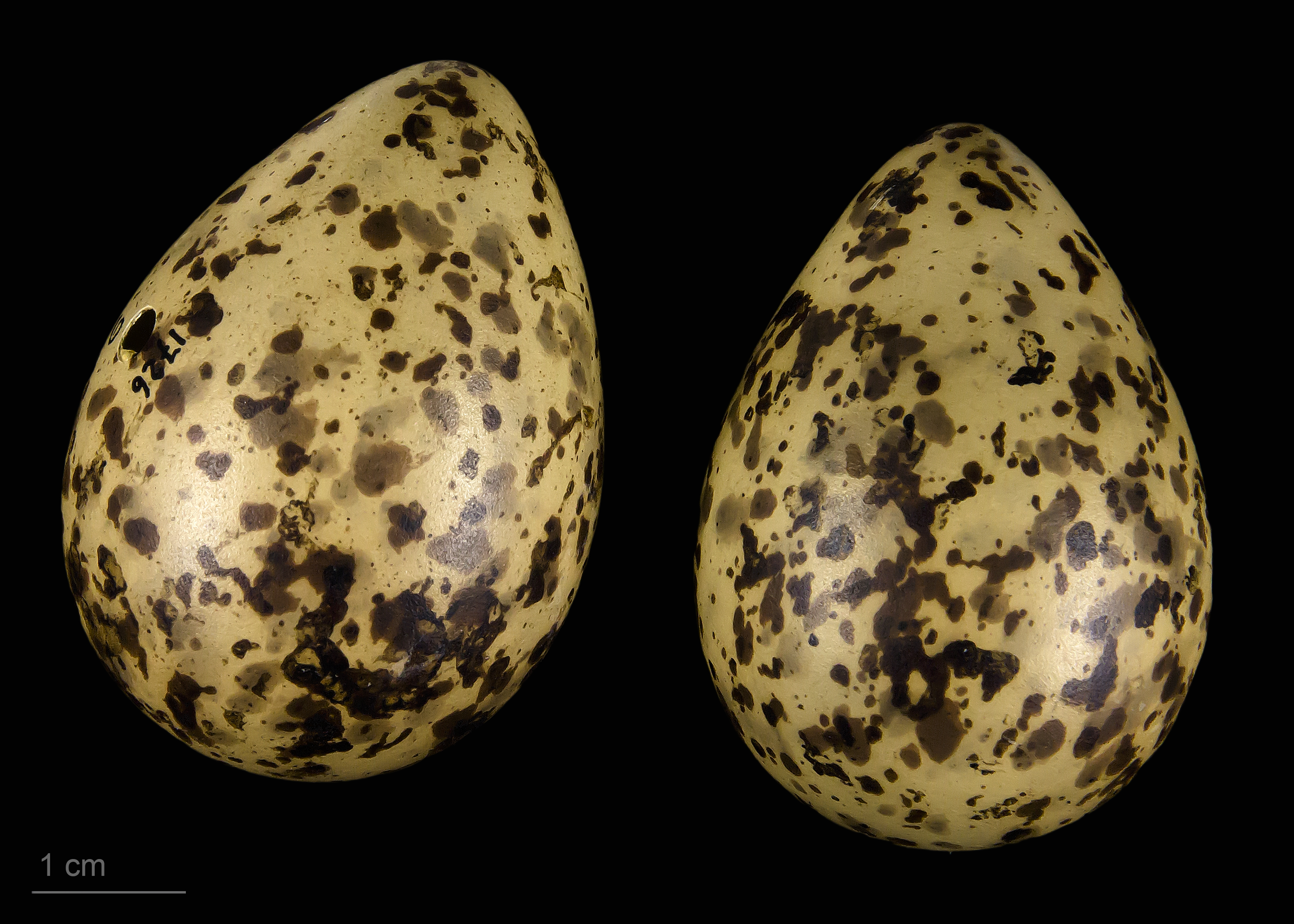
Яйця підвиду Calidris pugnax pugnax в оологічній колекції (Тулузький музей)

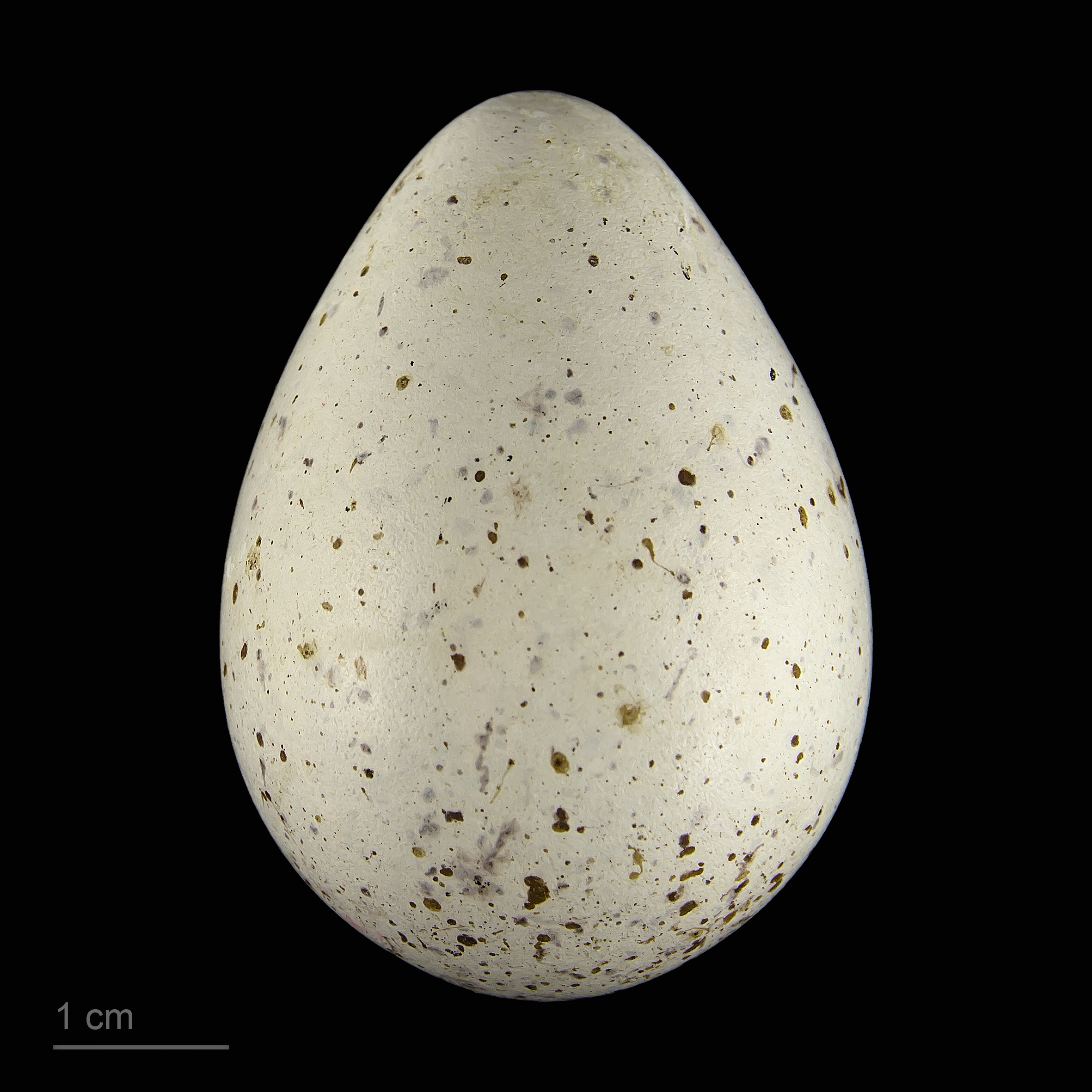
Яйце брижача в оологічній колекції (Тулузький музей)

Гніздиться на вологих луках та болотах північної Євразії. В Україні гніздовий, перелітний, зрідка зимуючий птах. Гніздиться в Поліссі, може мігрувати на всій території України, взимку, весною і на початку літа інколи трапляється біля морського узбережжя.
Цінний представник мисливської фауни України.

## Цікаві факти
На честь цього виду птахів названо астероїд 8763 Пугнакс.